# Evelyn Boyd Granville
Evelyn Boyd Granville (* 1. Mai 1924 in Washington, D.C.; † 27. Juni 2023 in Silver Spring, Maryland) war eine US-amerikanische Mathematikerin und Informatikerin. Sie war die zweite afroamerikanische Frau, die von einer US-amerikanischen Universität einen Doktorgrad in Mathematik erhielt. Diesen erwarb sie im Jahre 1949 von der Yale University. Zuvor hatte sie das Smith College besucht. Sie leistete Pionierarbeit auf dem Gebiet der Datenverarbeitung.

## Leben und Karriere
Evelyn Boyd wurde in Washington, D.C. geboren; ihr Vater arbeitete wegen der Weltwirtschaftskrise in Gelegenheitsjobs und verließ ihre Mutter, als Boyd noch klein war. Boyd und ihre ältere Schwester wurden von ihrer Mutter und ihrer Tante erzogen, die beide im Bureau of Engraving and Printing arbeiteten. Sie war Jahrgangsbeste (engl. valedictorian) an der Dunbar High School, die zu dieser Zeit eine segregierte, aber akademisch wettbewerbsfähige Schule für schwarze Schüler in Washington war.
Mit finanzieller Unterstützung ihrer Tante und einem kleinen Teilstipendium von Phi Delta Kappa, einer internationalen Berufsorganisation für Pädagogen, trat Boyd im Herbst 1941 in das Smith College ein. Sie studierte Mathematik und Physik, interessierte sich aber auch sehr für Astronomie. Sie wurde zur „Phi Beta Kappa“ und zur „Sigma Xi“ gewählt und schloss 1945 ihr Studium mit Auszeichnung ab. Ermutigt durch ein Stipendium der Smith Student Aid Society des Smith College, bewarb sie sich für Studiengänge in Mathematik und wurde sowohl von der Yale University als auch von der University of Michigan angenommen. Aufgrund der angebotenen finanziellen Unterstützung entschied sie sich für Yale. Dort studierte sie Funktionalanalysis bei Einar Hille und promovierte 1949. Ihre Dissertation trägt den Titel On Laguerre Series in the Complex Domain.
Nach ihrem Abschluss besuchte Boyd das New York University Institute for Mathematics und forschte und lehrte dort. Danach trat sie im Jahr 1950 eine Stelle in der Lehre an der Fisk University an, einem College für schwarze Studenten in Nashville. Zu dieser Zeit waren prestigeträchtigere Stellen für schwarze Frauen nicht verfügbar. Zwei ihrer dortigen Studentinnen, Vivienne Malone-Mayes und Etta Zuber Falconer, promovierten im Fach Mathematik. 1952 verließ sie die akademische Welt und kehrte mit einer Stelle bei den Diamond Ordnance Fuze Laboratories (später: Harry Diamond Laboratories) nach Washington zurück. Im Januar 1956 wechselte sie als Computerprogrammiererin zu IBM. Als IBM einen NASA-Vertrag erhielt, wechselte sie zeitnah zum Vanguard Computing Center in Washington, D.C. und hat sich dort fachlich maßgeblich einbringen können.
Nach drei Jahren in New York City zog Boyd im Jahre 1960, nach der Heirat mit Reverend G. Mansfield Collins, nach Los Angeles. Dort arbeitete sie für die US-amerikanischen Space Technology Laboratories, aus denen 1962 die North American Aviation Space and Information Systems Division hervorging. Sie arbeitete an verschiedenen Projekten für das Apollo-Programm, darunter Himmelsmechanik, Flugbahnberechnung und „digitale Computertechniken“.
Aufgrund einer Umstrukturierung bei IBM musste sie ihre dortige Stelle verlassen und trat 1967 eine Stelle als ordentliche Professorin für Mathematik an der California State University, Los Angeles (CSULA) an. Nach ihrem Rücktritt von der CSULA im Jahr 1984 unterrichtete sie vier Jahre am Texas College in Tyler (Texas), und wechselte dann 1990 als Sam A. Lindsey-Professorin für Mathematik an die Fakultät der University of Texas at Tyler. Dort entwickelte sie Programme zur Bereicherung der Grundschulmathematik. Seit 1967 war Granville eine starke Fürsprecherin der technischen Ausbildung von Frauen.

### Erfahrungen mit Diskriminierung
1951 wurde Granville und zwei afroamerikanischen Kollegen der Zutritt zu einem Regionaltreffen der Mathematical Association of America (MAA) verweigert, weil es in einem Hotel „nur für Weiße“ stattfand. Die MAA und die American Mathematical Society (AMS) änderten daraufhin unter dem Druck von Lee Lorch, der sich für die Aufhebung der Rassentrennung und in diesem Zusammenhang z. B. auch für die Abschaffung von nach Hautfarben getrennten Schulen einsetzte, ihre Praktiken, um ihre Inklusivität zu verbessern.

### Persönliches Leben
Boyd heiratete 1960 Reverend Gamaliel Mansfield Collins. 1967 ließen sich Boyd und Collins scheiden. Im Jahre 1970 heiratete sie den Makler Edward V. Granville. Die beiden zogen 1984 nach Tyler, Texas.

## Auszeichnungen und Ehrungen
- Im Jahre 1989 wurde ihr vom Smith College die Ehrendoktorwürde verliehen, die damit erstmals von einer amerikanischen Institution an eine afroamerikanische Mathematikerin verliehen wurde.[4][19][20]
- 1990–1991 wurde sie an den Sam A. Lindsey-Lehrstuhl der University of Texas in Tyler berufen.[21]
- Im Jahr 1998 wurde Granville von der National Academy of Engineering geehrt.[22]
- 1999 wurde sie von der National Academy of Sciences in die Portrait Collection of African-Americans in Science aufgenommen.[23]
- Im Jahr 2000 erhielt sie die Wilbur Cross Medal, die höchste Auszeichnung der Yale Graduate School Alumni Association.[24]
- 2001 wurde sie zitiert vom Senat von Virginia in der Joiont Resolution Nr. 377, Designating February 25 as „African-American Scientist and Inventor Day“, womit der 25. Februar zum „Tag der afroamerikanischen Wissenschaftler und Erfinder“ gemacht wurde.[25]
- Im Jahr 2006 erhielt sie einen Ehrentitel vom Spelman College.[26]
- 2016 wurden Evelyn Boyd Granville, Ada Lovelace, Grace Hopper und Erna Schneider Hoover von der „Mount Codemore“-Initiative des Technologieunternehmens New Relic als „vier Giganten der weiblichen Beiträge zu Wissenschaft und Technologie“ bezeichnet.[27]